# Amukka
Amukka (hebr. עמוקה) – wieś położona w samorządzie regionu Merom ha-Galil, w Dystrykcie Północnym, w Izraelu.
Leży w centralnej części Górnej Galilei w pobliżu góry Meron (1 208 m n.p.m.).

## Historia
Osada została założona w 1980.